# Local Hero (album)
Local Hero è la colonna sonora di Mark Knopfler, del film omonimo del 1983.

## Tracce
Musiche di Mark Knopfler.
1. The Rocks and the Water – 3:28
2. Wild Theme – 3:39
3. Freeway Flyer – 1:49
4. Boomtown (Variation Louis' Favourite) – 4:13
5. The Way it always Starts – 4:04
6. The Rocks and the Thunder – 0:50
7. The Ceilidh and the Northern Lights – 3:35
8. The Mist Covered Mountains – 4:49
9. The Ceilidh: Louis' Favourite / Billy's Tune – 3:49
10. Whistle Theme – 0:53
11. Smooching – 5:01
12. Stargazer – 1:35
13. The Rocks and the Thunder – 0:38
14. Going Home: Theme of the Local Hero – 5:01